# Хуан Фернандес де Ередіа
Хуан Фернандес де Ередіа (ісп. Juan Fernández de Heredia; бл. 1310 — 1396) — 31-й великий магістр ордену госпітальєрів у 1376—1396 роках, історик-компілятор.

## Життєпис

### Світське життя
Походив з арагонського шляхетського роду де Ередіа. народився близько 1310 року в місті Мунебрега. Про молоді роки обмаль відомостей. Відомо, що спочатку був одружений з арагонською шляхтянкою, від якої мав 2 доньок. після смерті дружини за наполяганням свого старшого брата Бласко одружився вдруге. Невдовзі після смерті другої дружини передав опіку над дітьми братові, став членом ордену госпітальєрів.

### Початок діяльності в ордені
1329 року згадується як компаньйон командорії Вілель. 1333 року призначається лейтенантом (заступником) командорії Альфамбра. 1338 року очолює командорію Вілель (до березня 1339 року). У 1344 році брав участь у кампанії арагонського короля Педро IV, підч ас якої було захоплено королівство Майорка.
1345 року призначено командором Сарагоси. Наприкінці 1346 або напочатку 1347 року призначено великим пріором Арагону та лейтенантом великого магістра Д'єдонне де Гозона. Того ж року отримав посаду каштеляна замку Ампоста. При цьому посаду каштеляна втратив Санчо Арагонський, родича короля Педро IV. За це останній наказав схопити Хуан Фернандеса де Ередію і Вільгельма де Гімеру, командора Монсона, яких звільнив лише після принесення йому присягу на вірність. 1348 року відзначився у битві біля Епіли проти Арагонських уніатів.
Налагодив гарні відносини з Папським престолом, який підтримував де Ередіа проти надмірної самостійності великих магістрів госпітальєрів на Родосі. У 1348 році викликаний на Родос, але не прибув відмовившись під приводом нагальних справ — був арбітром між Кастилією і Арагонмо щодо права на призначення нового великого магістра ордену Калатрава. 1349 року готувався приєднатися до кастильського війська для походу проти міста Гібралтар. Але отримав наказав від короля Педро IV стосовно захисту Майорки від спроб Хайме III повернути собі володіння. Того ж року де Ередіа відзначився у битві при Льюкамайоре, де Хайме зазнав поразки й загинув.
У 1353 році призначений представником папи римського Інокентія VI на Родосі. Проте власне прибув туди лише у 1355 році. Повинен був спонукати великого магістра П'єра де Корнеяна до більш активних дії проти бейлік Малої Азії та перенесення резиденція ордену поближче до володінь ворога. По поверненню очолив партію в ордені, котра орієнтувалася на папу римського.

### Великий пріор
1356 року супроводував папських легатів — кардиналів Ніколо Капуччі та Елі де Талейран-Перігор до Едуарда Уельського з проводу встановлення миру між Англією і Францією. Втім вдалося досягти лише 1-денного перемир'я. Невдовзі де Ередіа долучився до війська французького короля Жана II і брав участь в битві біля Пуатьє. де потрапив до полону. Викуплено в англійців того ж року за 10 тис. екю. Того ж року призначається губернатором Авіньйону і генерал-капітаном Комтат-Венесену.
Як компроміс між кандидатами великого магістра і Папського престолу 1356 року було вирішено призначити пріором Каталонії кандидата де Пена, а пріором Кастилії і Леону — Папського престолу, який висунув де Ередію. Проте Інокентій VI 1357 року порушив цю рівновагу, призначивши де Ередіа великим пріором Сен-Жиля (сюди входила «мова»-провінція Прованс) і старшим лейтенантом Заходу. В результаті де Ередіа став одним з впливовіших братчиків госпітальєрів.
1358 року новий великий магістр Роже де Пен зібрав на Родосі Генеральний капітул, що виступив проти де Ередії, який фактично був самостійним в Європі. Того ж року відбив напада на авіньйон Арно де Серволя, очільника великої компанії (найманців).
Втім після смерті папи римського Інокентія IV 1362 року втратив посади старшого лейтенанта Заході і великого пріора Сен-Жиль. 1367 року брав участьу битві під Нахерою у складі франко-арагонського війська, що виступила на боці претендента на трон Кастилії Енріке Трастамара. Того ж року спільно з великим магістром Рамоном Беренгером супроводжував папу римського Урбана V до Риму, очолюючи охорону останнього. Але в тому ж році на вимогу генерального капітулу, яку підтрммав Урбан V втратив посади великого пріора Кастилії і Леону та генерал-капітана Комтат-Венсену, залишившись лише каштеляном Ампости.
1369 року вів перемовини з Енріке Трастамара щодо спільних дій з арагонцями проти кастильського короля Педро I. Після перемоги і коронації Енріке де Ередіа вів перемовини стосовно виконання обіцянки кастильських монархів щодо передачі маєтностей в обмін за арбітраж в справі обрання великого магістра Калатрави.

### Великий магістр
1376 року новий папа римський Григорій XI призначає де Ередію адміралом свого флоту. супроводжував понтифіка до Риму. За підтримки Папського претсолу 1377 року Хуан Фернандес де Ередіа обирається новим очільником ордену госпітальєрів.
Спочатку вирішив втілити в життя план 1355 року стосовно перенесення резиденції ордену поближче до володінь Османської держави. Для цього поновив перемовини щодо тимчасового (на 5 років) урядування Ахейським князівством. Угоду про це було підписано з неаполітанською королевою Джованною I. 1378 року великий магістр висадився в Ахайї, але стикнувся з іншим претендентом на князівство — Гін Буа Шпата, деспотом Арти і Лепанто. Для протистояння йому де Ередіа найняв «наваррську компанію» (найманців з Наварри і Гасконі), захопивши спочатку Лепанто, але влітку того ж року потрапив у полон. Боротьбу з деспотом Арти продовжили Неріо Аччаюолі і Гоше де ла Бастид, командор Ахайї. Наварци на чолі із Хуаном де Уртубія спроміглися перейти Коринфський затоку, а у 1379 році захопити Фіви. Невдовзі було звільнено великого магістра. 1380 року наваррська компанія перейшла на бік Жака де Бо, що оголосив себе князем Ахайї. 1382 року він повернув Ахейське князівство Джованні I.
При цьому перебуваючи на Родосі виділяв чималі кошти на переклади давньогрецьких істориків Фукідіда, Плутарха і Евтропія арагонською мовою і латиною.
1382 року за рішенням зборів вищих сановників ордену виїхав до Європи з метою збирання коштів і війська. 1383 року у місті Валансі провів Генеральний капітул, де розглядалися питання внутрішньої дисципліни і фінансів. також затверджено Хаймбахську угоду, що закріпила фактично відокремлення приставства Бранденбург від великого пріорства Німеччини.
В цей час почалася велика схизма, наслідком якої також був розкол в ордені госпітальєрів. Оскільки де Ередіа підтримував антипапу Климента VII, італійські госпітальєри 1383 року за підтримки папи римського Урбана VI обрали свого великого магістра — Ріккардо Караччоло, що відмовився їхати на Родос.
В свою чергу де Ередіа залишився в Авіньйоні, активно беручи участь у схизмі. Протягом 1384—1387 років вів перемовини щодо викупу прав на Ахейське князівство, але марно. Водночас став замовником і головним фінансистом перекладу «Морейської хроніки» арагонською мовою. Помер Хуан Фернандес де Ередіа 9 або 26 березня 1396 року. На Родосі було обрано великим магістром Філібера де Найяка. Величезна бібліотека де Ередії сього розділена між Національною бібліотекою Іспанії і Ескоріальською королівською бібліотекою.

## Творчість
Поставив за мету створити історії держав Піренейського півострова, Стародавнього Риму і Греції, держав хрестоносців. Для цього використовував численні переклади, займаючись переважно творчою компіляцією. Більшість робіт було складено у 1370-х роках на Родосі й напркінці життя де Ередії — в Авіньйоні.

### Твори
- «Хроніка грантів Іспанії» у 3 частинах (збережено лише дві частини).
- «Хроніка завойовників» у 2 частинах (серія життєписів відомих осіб, що закінчуються Хайме I, королем Арагону).
- «Книга імператорів» на основі праці «Epitome Historiarum» Зонари
- «Морейська хроніка».
- «Квітка історій Сходу» — переклад праці ченця Гайтона
- «Книга Марко Поло», де описуються подорожі венеціанського мандрівника.
- «Книга акторів або Барани з квітів» — колекція оповідань з Summa Collationum João de Gales
- «Секрет таємниць» (своєрідний путівник князів)
- «Троянська історія» взято за основу працю Гвідо де Колумни «Троянська війна»
- «Подібні життя» переклад праці Плутарха
- «Виступи з історії Пелопоннеської війни Фукідіда»
- «Cartulario Magno», що містить близько трьох тисяч документів про замок Ампоста

## Родина
1. Дружина — невідома
діти:
- Тода Лопес
- Доноса Фернандес

2. Дружина — Тереза де Сентеллас
Діти:
- Хуан
- Тереза